# ميدالية فرانسيس ب. شيبرد
ميدالية فرانسيس ب. شيبرد للجيولوجيا البحرية هي جائزة أكاديمية أنشأتها جمعية الجيولوجيا الرسوبية عام 1967.  سميت الميدالية على اسم فرانسيس باركر شيبرد (1897 – 1985)، وهو عالم رواسب أمريكي. تمنح هذه الميدالية تقديراً للتميز في الجيولوجيا البحرية، وتمنح لسجل مستدام من المساهمات البحثية المتميزة في الجيولوجيا البحرية أو علم الرواسب البحرية. يجب أن يكون قد مضى أكثر من 20 عامًا منذ حصول الفائزة على درجة الدكتوراه .

## الفائزون
المصدر:
- 1967 ديفيد ج. مور
- 1968 Alexander P. Lisitzin
- 1969 كينيث أو. إميري
- 1970 جوزيف ر. كوراي
- 1971 Philip Kuenen
- 1972 L. M. J. U. Van Straaten
- 1973 W. Armstrong Price
- 1974 Hans-Erich Reineck
- 1975 Bruce C. Heezen
- 1976 John I. Ewing
- 1977 Henry William Menard
- 1978 Tjeerd van Andel
- 1979 روبرت إس. ديتز
- 1980 جيمس إم. كولمان
- 1981 ويليام وين هاي
- 1982 Arnold H. Bouma
- 1983 Donn S. Gorsline
- 1984 Walter C. Pitman III
- 1985 نيكولاس شاكلتون
- 1986 Peter A. Rona
- 1987 Orrin H. Pilkey
- 1988 Seymour O. Schlanger
- 1989 Donald J. P. Swift
- 1990 Daniel J. Stanley
- 1991 Elazar Uchupi
- 1992 John D. Milliman
- 1993 William B. F. Ryan
- 1994 Maria Cita
- 1995 Ian Nicholas McCave
- 1996 Michael A. Arthur
- 1997 Miles O. Hayes
- 1998 بلال حق
- 1999 Richard A. "Skip" Davis
- 2000 Edward L. Winterer
- 2001 فولفغانغ إتش بيرغر
- 2002 James P. Kennett
- 2003 هاري روبرتس
- 2004 Richard Sternberg
- 2005 William Normark
- 2006 Michael Sarnthein
- 2007 جون بي. أندرسون
- 2008 Charles Nittrouer
- 2009 Albert C. Hine
- 2010 David J.W. Piper
- 2011 ميريام كاستنر
- 2012 James V. Gardner[3]
- 2013 J. Casey Moore
- 2014 جيرولد ويفر
- 2015 إنريكو بوناتي[4]
- 2016 Jaia Syvitski
- 2017 Lynn Donelson Wright
- 2018 Peter Townsend Harris
- 2019 تشارلز كير باول
- 2020 مريام كاتز
- 2021 ستانلي ريغز
- 2022 ليونيل كارتر
- 2023 Philip Barnes[5]
- 2024 Duncan FitzGerald
- 2024 دنكان فيتزجيرالد